# Махато, Упендра
Упендра Махато (непальск. उपेन्द्र महतो; родился в 1960 году) — бизнесмен непальского происхождения, на данный момент проживает в  Непале, где он является представителем России в Непальской торгово-промышленной палате. Является также почётным генеральным консулом Непала в Республике Беларусь. Был президентом непальской ассоциации и Международного Координационного Совета (NRNA ICC). Упендра Махато (номер 31) — совладелец инвестиционного банка Sanima Bikas Bank и финансовой компании Standard Finance Company.

## Биография
Окончил Белорусский политехнический институт по специальности «инженер-гидроэнергетик».
Упендра Махато инвестировал в самый крупный бизнес в отрасли, ориентированной на экспорт в Россию и на Запад — компанию «Интерфорест». Совладелец «Интерсервиса» — Николай Воробей. «Интерсервису» также принадлежит лесозаготовительное предприятие в Ушачах.
Владеет акциями:
- Белорусской компаний «Синтез-Викаш Инвестментс»;
- «Амкодор» (доля в производителе дорожно-строительной, коммунальной и сельскохозяйственной техники);
- BNK Holding (инвестиции в недвижимость в Беларуси через группу дочерних предприятий: «БНК Инжиниринг», «Миатон», «Т-Россь» и др.), Silver Town, Rubin Plaza и др.;
- «Альфа-банк» (миноритарная доля, продана);
- мобильного оператора Timeturns Holdigs (лицензии на развертывание мобильной связи в Непале, Камбодже, Бурунди, Сьерра-Леоне, Танзании, Уганде и ДР Конго).

Имеет активы и недвижимость в Беларуси, Непале, России, на Кипре и других странах мира. Состояние оценивается в 1 млрд долл. США.
Средства, которые Упендра Махато выручил вместе с Александром Милявским за проданные семье Хотиных Горбушкин двор и Филион, он предпочёл вложить в недвижимость в Беларуси и проекты в Непале, а не в Амкодор. В результате проведённой в конце 2012 года дополнительной эмиссии акций Амкодора владельцем контрольного пакета предприятия стала компания Интерсервис, которую связывают с бизнесменом и членом Совета Республики Александром Шакутиным и его партнёром из Новополоцка Николаем Воробьём. Таким образом, закончился десятилетний непальский период на Амкодоре, в течение которого контрольным пакетом холдинга владели Упендра Махато и его непальские партнёры.
В сентябре 2012 года на одном из проектов, в который инвестирует Упендра Махато в минской недвижимости, побывал Александр Лукашенко. Возведение нового здания центрального автовокзала в Минске стало обязательным условием коммерческой застройки этого перспективного места. В августе 2013 года в рамках этого объекта состоялось открытие торгово-развлекательного центра Galileo.

## Общественная деятельность
Почётный генеральный консул Непала в Беларуси, президент Международного координационного совета Всемирной ассоциации непальской диаспоры, председатель Международной ассоциации выпускников вузов (Минск), член попечительского совета Федерации мигрантов России, кавалер непальского ордена Suprawal Janesewa.
Махато построил дом престарелых в Девгхате, духовном месте, расположенном на берегу реки Нараяни недалеко от города Нараингарг , района Читван в Непале.

## Награды и признание
Получил титул «Менеджер года-2007» в России, организатор Вольного экономического общества России и Международной Академией менеджмента. С 1997 года Махато является первым иностранным гражданином России.

## Семья
У Махато есть сын Ягьядип Махато и дочь Юкти Махато.